# 千葉県の軍事遺跡一覧
千葉県の軍事遺跡一覧（ちばけんのぐんじいせきいちらん）は、かつて千葉県に存在していた軍事遺跡の一覧である。

## 大日本帝国海軍

### 司令部
- 東京湾要塞戦闘司令部（館山那古）

### 航空隊
- 502航空隊（茂原海軍航空隊・1943年 - ）
- 第3航空艦隊第252航空隊（茂原海軍航空基地・1944年 - ）

### 飛行場
- 館山海軍航空隊基地：館山市
- 洲ノ埼海軍航空基地：館山市（射爆訓練所）
- 木更津海軍航空基地：木更津市（渡洋爆撃を行ったことで知られる）
- 太東海軍航空基地：いすみ市（岬町）
- 茂原海軍航空基地（海軍第252航空隊）：茂原市
- 五井海軍飛行場：市原市
- 柏陸軍飛行場:柏市（陸海軍共同開発を行ったことで知られるロケット局地戦闘機秋水があった）
- 下志津陸軍飛行場：千葉市
- 藤ヶ谷陸軍飛行場:柏市・鎌ケ谷市（戦後はアメリカ空軍白井基地となる。1959年12月に米第5空軍撤退、1960年6月基地全面返還。現在は海上自衛隊下総航空基地）
- 誉田陸軍飛行場(平川滑空場)：千葉市（滑空機訓練場）
- 東金陸軍飛行場：東金市（旧豊成村、一〇〇式司令部偵察機を武装した高高度戦闘機部隊がB-29を邀撃した）
- 香取航空基地：旭市・匝瑳市（旧豊成村、本州から初となる神風特攻隊が硫黄島へ出撃した。）
- 根型海軍航空基地：袖ケ浦市

### 海軍学校
- 館山海軍砲術学校
  - 呉鎮守府第101特別陸戦隊（特殊部隊・終戦時は青森に移動）

### 海軍病院
- 君津海軍病院：君津市
- 茂原海軍病院：茂原市

### 要塞・砲陣地
砲台
- 東京湾要塞
  - 洲崎第一砲台：館山市
  - 洲崎第二砲台：館山市
  - 大房岬砲台：南房総市
  - 第1海堡：富津市
  - 第2海堡：富津市
  - 富津元洲堡塁砲台（陸軍富津試験射場と同じ）：富津市
  - 金谷砲台：富津市
- 鴨川砲台：鴨川市
- 宮崎砲台：
- 西岬砲台：
- 船形砲台：

要塞
- 赤山地下要塞：館山市
- 128高地地下要塞：館山市

高角砲陣地
- 城山陣地：館山市

### 海軍各廠
- 第2海軍航空廠：木更津市
  - 第2海軍航空廠岩根工場:木更津市
  - 第2海軍航空廠八重原工場:君津市
  - 第2海軍航空廠佐貫地下工場:君津市・富津市
- 橘花ジェット機試験場：木更津市
- ロケット戦闘機秋水の地下燃料格納庫：柏市

### 海軍電波・通信施設
- 白浜城山レーダー基地：南房総市
- 千倉レーダー基地：南房総市
- 布良レーダー基地：館山市
- 海軍無線電信所船橋送信所：船橋市

### 特攻基地（戦中のみ）
- 飯沼特攻基地（震洋）：銚子市
- 外川特攻基地（震洋）：銚子市
- 豊里特攻基地（震洋）：銚子市
- 笹川特攻基地（震洋）：東庄町
- 笹本特攻基地（震洋）
- 三芳桜花基地：三芳村
- 富浦特攻基地：富浦町
- 小浜特攻基地（回天）：大原町
- 大多喜特攻基地（桜花）
- 勝浦特攻基地（蛟龍・海龍）：勝浦市
- 尾名特攻基地（震洋）：勝浦市
- 砂子浦特攻基地（震洋）：勝浦市
- 鵜原特攻基地（震洋）：勝浦市
- 守谷特攻基地（震洋）：勝浦市
- 興津特攻基地（震洋）：勝浦市
- 属名特攻基地（震洋）：勝浦市
- 小湊特攻基地（震洋）：天津小湊町
- 富山特攻基地（桜花）
- 三芳特攻基地（桜花）
- 勝山特攻基地（蛟龍・海龍）：鋸南町
- 岩井袋特攻基地（震洋・蛟龍・海龍）：南房総市
- 船形特攻基地（震洋）：館山市
- 波佐間特特基地（震洋）：館山市
- 洲崎特攻基地（震洋・蛟龍・海龍）：館山市

## 大日本帝国陸軍

### 師団・連隊

#### 平時の配置

##### 司令部
- 千葉聯隊区司令部（旧佐倉連隊司令部）:佐倉→千葉市
- 交通兵旅団司令部：千葉市
- 騎兵第1旅団司令部：習志野
- 騎兵第2旅団司令部：習志野
- 千葉憲兵隊本部：千葉市

##### 憲兵隊
- 千葉憲兵分隊：千葉市
- 市川憲兵分隊：市川市
- 津田沼憲兵分隊：船橋市
- 佐原憲兵分隊：香取市
- 銚子憲兵分隊：銚子市
- 茂原憲兵分隊：茂原市

##### 軍営地
歩兵連隊
- 近衛歩兵第5連隊：佐倉市
- 近衛歩兵第10連隊：佐倉市
- 近衛歩兵第2連隊：佐倉市
- 歩兵第2連隊：佐倉市（佐倉→水戸）
- 歩兵第57連隊：佐倉市
- 歩兵第157連隊：佐倉市
- 歩兵第212連隊：佐倉市
- 歩兵第221連隊：佐倉市
- 歩兵第267連隊：佐倉市
- 歩兵第321連隊：佐倉市
- 歩兵第333連隊：佐倉市
- 歩兵第403連隊：佐倉市
- 歩兵第503連隊：佐倉市
- 支那駐屯歩兵第1連隊：佐倉市
- 歩兵第323連隊：柏市
- 歩兵第325連隊：柏市

騎兵・機甲連隊
- 騎兵第13連隊：船橋市・習志野市
- 騎兵第14連隊：船橋市・習志野市
- 騎兵第15連隊：習志野市
- 騎兵第16連隊：習志野市
- 騎砲隊第二連隊：習志野市
- 戦車第2連隊:千葉市
- 戦車第28連隊:津田沼
- 戦車第36連隊:習志野
- 戦車第38連隊:習志野
- 戦車第39連隊:習志野
- 戦車第41連隊:習志野
- 戦車第45連隊:習志野

工兵・交通連隊
- 鉄道第1連隊：千葉市
- 鉄道第2連隊：習志野市・松戸市

観測・砲兵連隊
- 野戦重砲兵第4連隊：下志津
- 野砲兵第7連隊：市川市国府台
- 野砲兵第10連隊：市川市
- 野砲兵第14連隊：市川市
- 野砲兵第17連隊：市川市
- 野砲兵第19連隊：市川市
- 野砲兵第26連隊：市川市
- 野砲兵第27連隊：市川市
- 陸軍野戦砲兵学校下士官候補隊:四街道市
- 迫撃第201連隊：柏市
- 気球聯隊:千葉市

防空連隊
- 照空第1連隊:千葉市
- 第4航空教育隊：柏市
- 高射砲第2連隊（柏市）

航空隊
- 第157飛行場大隊：柏市
- 下志津第5飛行教導隊：四街道市

特殊・秘匿部隊
- 731千葉建設隊：→満州（香取郡出身者によって編成）
- 731千葉少年隊：→満州（千葉県各地の公募者によって編成）

#### 終戦時の配置

##### 司令部
- 千葉方面軍総司令部(第52軍司令部)：酒々井町

国民義勇隊司令部
- 国民義勇隊協議会（総理大臣官邸）
  - 鉄道義勇戦闘隊司令部（鉄道省鉄道総局）

##### 正規軍
第一総軍管下第12方面軍の部隊が数多く配置されていた。
第12方面軍（東京）
- 第52軍（佐倉）
  - 第52軍直轄
    - 独立山砲兵第14連隊
    - 野戦重砲兵第27連隊
    - 重砲兵第14連隊
    - 砲兵情報第2連隊
    - 野戦重砲兵第7大隊
    - 野戦重砲兵第18大隊
    - 独立重砲兵第11大隊
    - 独立重砲兵第42大隊
    - 迫撃砲第40大隊
    - 戦車第48連隊
    - 独立速射砲第24大隊
    - 独立工兵第69大隊
    - 独立工兵第94大隊
    - 独立工兵第95大隊
    - 独立工兵第96大隊
    - 独立工兵第97大隊
    - 電信第39連隊
    - 第150兵站地区隊
    - 第19野戦勤務隊

  - 第52軍管下 近衛第3師団（山武）
    - 近衛歩兵第8連隊
    - 近衛歩兵第9連隊
    - 近衛歩兵第10連隊
    - 近衛野砲兵第3連隊
    - 近衛工兵第3連隊
    - 近衛輜重兵第3連隊
    - 近衛第3師団速射砲隊
    - 近衛第3師団通信隊
    - 近衛第3師団兵器勤務隊
    - 近衛第3師団衛生隊
    - 近衛第3師団第1野戦病院
    - 近衛第3師団第4野戦病院
    - 近衛第3師団制毒隊
    - 近衛第3師団病馬廠

  - 第52軍管下第152師団（銚子）
    - 歩兵第437連隊
    - 歩兵第438連隊
    - 歩兵第439連隊
    - 歩兵第440連隊
    - 第152師団砲兵隊
    - 第152師団速射砲隊
    - 第152師団輜重隊
    - 第152師団通信隊
    - 第152師団兵器勤務隊
    - 第152師団野戦病院

  - 第52軍管下第147師団（茂原）
    - 歩兵第425連隊
    - 歩兵第426連隊
    - 歩兵第427連隊
    - 歩兵第428連隊
    - 第147師団砲兵隊
    - 第147師団速射砲隊
    - 第147師団輜重隊
    - 第147師団通信隊
    - 第147師団兵器勤務隊
    - 第147師団野戦病院

  - 第52軍管下第234師団（八日市場）
    - 歩兵第322連隊
    - 歩兵第323連隊
    - 歩兵第324連隊
    - 第234師団迫撃砲隊
    - 第234師団工兵隊
    - 第234師団輜重隊
    - 第234師団通信隊

  - 第52軍管下独立戦車第3旅団
    - 戦車第33連隊
    - 戦車第36連隊
    - 独立戦車第3旅団機関砲隊
    - 独立戦車第3旅団輜重隊
    - 独立戦車第3旅団整備隊
- 東京湾兵団（館山）
  - 東京湾兵団直轄
    - 東京湾要塞司令部
    - 東京湾要塞重砲兵連隊
    - 東京湾要塞第1砲兵隊
    - 東京湾要塞第2砲兵隊
    - 東京湾要塞第1工兵隊
    - 東京湾要塞第2工兵隊
    - 東京湾要塞通信隊
    - 野戦重砲兵第6大隊
    - 迫撃砲第6大隊
    - 独立工兵第100大隊

  - 東京湾兵団管下第354師団（南房総）
    - 歩兵第331連隊 鈴木文夫大佐
    - 歩兵第332連隊 大沢進一大佐
    - 歩兵第333連隊 萩野健雄中佐
    - 第354師団噴進砲隊
    - 第354師団工兵隊
    - 第354師団輜重中隊
    - 第354師団通信隊
    - 第354師団野戦病院

  - 東京湾兵団管下独立混成第96旅団
    - 独立歩兵第655大隊
    - 独立歩兵第656大隊
    - 独立歩兵第657大隊
    - 独立歩兵第658大隊
    - 独立歩兵第659大隊
    - 独立歩兵第660大隊
    - 独立混成第96旅団工兵隊
- 第2砲兵隊（市川市）
  - 独立野砲兵第8連隊（市川市）
  - 野戦重砲兵第19連隊 （松戸市）
  - 野戦重砲兵第26連隊（市川市）
  - 自走砲第2大隊（市川市）
  - 自走砲第3大隊（市川市）
  - 自走砲第4大隊（市川市）
  - 自走砲第10大隊（市川市）
- 高射第1師団（東京）
  - 高射砲第119聯隊（市川市）
  - 高射砲第115聯隊（市川市須和田）
  - 独立高射砲第3大隊（市川市国府台）
- 第36軍（浦和）
  - 第36軍管下第93師団（松戸）
    - 歩兵第202連隊
    - 歩兵第203連隊
    - 歩兵第204連隊
    - 騎兵第93連隊
    - 山砲兵第93連隊
    - 工兵第93連隊
    - 輜重兵第93連隊
    - 第93師団速射砲隊
    - 第93師団通信隊
    - 第93師団兵器勤務隊
    - 第93師団衛生隊
    - 第93師団第1野戦病院
    - 第93師団第4野戦病院
    - 第93師団制毒隊
    - 第93師団病馬廠

  - 第36軍管下戦車第4師団（千葉→船橋）
    - 戦車第28連隊
    - 戦車第29連隊
    - 戦車第30連隊
    - 戦車第4師団捜索隊
    - 戦車第4師団機関砲隊
    - 戦車第4師団輜重隊
    - 戦車第4師団通信隊
    - 戦車第4師団整備隊

航空隊・飛行場大隊
- 第1航空軍（東京）
  - 第10飛行師団
    - 第62航空地区司令部：松戸市
    - 飛行第18戦隊：松戸市
    - 飛行第23戦隊：印旛村
    - 飛行第53戦隊：藤ヶ谷
    - 飛行第70戦隊：柏市
    - 第3飛行場大隊：柏市
    - 第6飛行場大隊：松戸市
    - 第7飛行場大隊：印旛村
    - 第116飛行場大隊：藤ヶ谷

##### 国民義勇隊
（編成された部隊を下に羅列する）
市町村国民義勇隊
- 山武郡松尾町国民義勇軍防衛隊：山武市（仮編成の状態で陣地構築に従事）

連合国民義勇隊
- 千葉鉄道義勇戦闘隊：千葉県各地

### 飛行場
- 下志津陸軍飛行場：千葉市
- 銚子陸軍飛行場：銚子市
- 横芝陸軍飛行場：横芝光町
- 柏陸軍飛行場：柏市
- 八街陸軍飛行場：八街市
- 松戸陸軍飛行場 (逓信省所管、陸軍管理)：松戸市
- 印旛陸軍飛行場：印西市（逓信省印旛地方航空機乗員養成所）
- 東金陸軍飛行場：東金市
- 藤ケ谷陸軍飛行場:柏市・鎌ケ谷市
- 誉田陸軍飛行場：千葉市

### 演習場
- 習志野原錬兵場：習志野市・船橋市・八千代市
  - 習志野射撃演習場：習志野市
  - 支那囲壁砲台(演習用構造物)：習志野市
- 下志津原錬兵場：千葉市・四街道市・八街市
  - 下志津射撃演習場：千葉市
- 八柱錬兵場:松戸市
- 国府台東西錬兵場：市川市
- 鉄道連隊演習線（鉄道敷設）：千葉市・習志野市・松戸市・八千代市・四街道市
- 陸軍技術研究所富津試験場：富津市
- 平砂浦演習場：館山市

### 陸軍学校
- 千葉陸軍戦車学校（もと陸軍戦車学校）：千葉市
- 陸軍少年戦車兵学校：千葉→富士宮市
- 陸軍歩兵学校：千葉市
- 千葉陸軍高射学校（もと陸軍防空学校）：千葉市
- 下志津陸軍飛行学校：千葉市
  - 下志津陸軍飛行学校八街分教所：八街市
  - 下志津陸軍飛行学校銚子分教所：銚子市
- 陸軍野戦砲兵学校：四街道市
- 陸軍習志野学校：習志野市
- 陸軍騎兵学校：船橋市
- 東部軍管区教育隊：船橋市
- 陸軍重砲兵学校：市川→横須賀市
- 陸軍工兵学校：松戸市

### 高射砲陣地
- 高射第1師団（東京）
  - 高射砲第115聯隊（市川市須和田）
  - 高射砲第119聯隊（市川市）
  - 独立高射砲第3大隊（市川市国府台）

### 要塞・陣地
- 鋸山複郭陣地（東京湾兵団戦闘指揮所）：鋸南町

### 陸軍病院
- 千葉陸軍病院(もと千葉衛戍病院):千葉市
- 下志津陸軍病院(もと下志津衛戍病院):四街道市
- 佐倉陸軍病院(もと佐倉衛戍病院):佐倉市
- 習志野陸軍病院(もと習志野衛戍病院):船橋市
- 国府台陸軍病院(もと東京教導団兵学寮病室)：市川市
- 柏陸軍病院:柏市

### 捕虜収容所
- 習志野俘虜収容所：習志野市

### 陸軍各廠
- 高津廠舎：習志野市・千葉市
- 陸軍航空工廠立川支廠柏分廠：柏市
- 陸軍糧秣本廠流山出張所:流山市
- 糧秩廠倉庫：習志野市・千葉市
- 鉄道第1連隊材料廠：千葉市
- 鉄道第2連隊材料廠：習志野市
- 栗山廠舎：四街道市
- 陸軍軍医学校中山出張所血清ワクチンの製造所：船橋市（中山競馬場）
- 立川航空隊軍需品集積所：同上
- 臨時造兵隊武器工廠（終戦時に陣地構築のための道具や資材・迫撃砲・重擲弾筒及び弾薬などの簡易兵器、刺突爆雷や手榴弾の製造）：富津市

### 電波・通信・観測・監視所など
電波・通信
- 陸軍中央無線船橋送信所：船橋市二和

徴用無線
- 検見川送信所：千葉市花見川区
- 銚子無線小畑受信所：銚子市

観測所（戦中のみ）
- 気球連隊方向探知所：一宮

監視所（戦中のみ）
- 銚子防空監視所：銚子市
- 佐原防空監視所：佐原市
- 東金防空監視所：東金市
- 勝浦防空監視所：勝浦市
- 木更津防空監視所：木更津市
- 千葉防空監視所：千葉市
- 佐倉防空監視所：佐倉市
- 松戸防空監視所：松戸市
- 館山防空監視所：館山市

### 陸軍墓地
- 習志野陸軍墓地：船橋市

### 軍需工場・事務所・徴用施設など

#### 軍需工場
- 日立航空機千葉工場（海軍）:千葉市
- 日立航空機大網地下第1〜第5工場（海軍）:大網白里市
- 東京製鍛工所：市川市
- 日本光学柏工場：柏市
- 東京機器柏工場：柏市
- 東京物質厚生会工事場：千葉市花見川
- 東亜コンクリート工業工事場：千葉市中央区
- 鴨川ニッケル工業船橋精錬所：船橋市
- 関東航空工業工場：船橋市
- 日本建鐵船橋製作所：船橋市
- 野村製鋼：船橋市
- 昭和製粉船橋工場：船橋市
- ?紙革株式会社（風船爆弾の製造工場）：市原市
- 昭和電工興津工場（ヨード・塩化カリ・カリ肥料・食塩などを製造）：勝浦市
- 昭和電工館山工場（ヨード・ヨードカリ・塩化カリを製造）：館山市

#### 学校工場
- 千葉県師範学校（日立航空機千葉工場の疎開工場）：千葉市
- 千葉県高等女学校（日立航空機千葉工場の疎開工場）：千葉市
- 千葉県市原高等女学校（風船爆弾の原紙づくりの下請け工場）：市原市

#### 事務所
- 小湊鉄道砂利山事務所：市原市
- 田中飯場：佐原市
- 飛島組三島出張所：君津市

#### 他の借用施設
兵舎利用
- 船橋高等女学校付属幼稚園校舎（不明）：船橋市宮本
- 船橋国民学校（第52軍山砲兵93連隊の駐屯所）：船橋市船橋
- 法典国民学校（同山砲兵93連隊の駐屯所）：船橋市法典
- 塚田国民学校（同山砲兵93連隊の駐屯所）：船橋市塚田
- 高根国民学校（同山砲兵93連隊の駐屯所）：船橋市高根
- 三咲国民学校（同山砲兵93連隊・工兵93連隊の駐屯所）：船橋市三咲
- 宮本国民学校（不明）：船橋市宮本
- 海神国民学校（日本建鐵警護部隊の駐屯所）：船橋市夏見台

## その他

### 主な祈願所・信仰社
- 千葉縣護國神社：千葉市
- 千葉神社：千葉市
- 香取神宮：香取市 -
- 成田山新勝寺：成田市 - 佐倉連隊の祈願所・信仰社

### 研究所
- 東京帝国大学第2工学部：千葉市

### 傷痍軍人療養所
- 傷痍軍人下総療養所:千葉市
- 傷兵保護院傷痍軍人千葉療養所：千葉市

### 兵士の娯楽施設

#### 遊郭
- 船橋遊廓：船橋市
- 新地遊廓：千葉市
- 平潟遊廓：松戸市
- 新地遊郭：佐倉市
- 松岸遊廓:銚子市

### 学童疎開所[4]
葛飾郡：454名
千葉郡：454名
印旛郡：0名
香取郡：1447名
海上郡：250名
匝瑳郡：0名
山武郡：1001名
長生郡：650名
市原郡：1773名
君津郡：2284名
夷隅郡：894人
本所区立外手小学校（今の墨田区立外手小学校）
- 1945年5月に岩手県の久保田旅館に再疎開した組。
  - 大屋旅館他 (約180名/3年男女):大多喜町
  - 東福寺他 (約140名/4・5年男子):大多喜町・旧西畑村
  - 宝聚寺 （約50名/5年女子):大多喜町・上村
  - 行元寺 (約70-80名/4年女子):いすみ市・旧千町村
  - 天徳院他 (約40名/不明):いすみ市・旧国吉村
- 1945年3月に卒業式のため、帰郷し東京大空襲に遭遇した組。
  - 妙泉寺(約50-70名/6年女子):いすみ市・旧中川村
  - 長福寺 (約90名/6年男子):いすみ市・旧布施村

安房郡：969名

### 主な農場・兵站物資採取地
- 千葉県営報国農場
  - 公安総省農地：満州国
- 軍農場
  - 中山農場：船橋市（中山競馬場）
  - 下志津原農場：四街道市
- 木材採取地

### 民間診療所
- 葛飾診療所：船橋市

### 交通機関
- 鉄道
  - 総武本線 - 陸軍省の支持を得て造られた鉄道
  - 庁南茂原間人車軌道 - 鉄道連隊が敷設した鉄道
  - 東武野田線 - 鉄道連隊が敷設した鉄道
  - 成田鉄道多古線 - 鉄道連隊が敷設した鉄道
  - 成田鉄道八街線 - 鉄道連隊が敷設した鉄道
  - 久留里線 - 鉄道連隊が敷設した鉄道
  - 夷隅軌道 - 鉄道連隊が敷設した鉄道
  - 小湊鉄道 - 鉄道連隊が敷設した鉄道
  - 新京成電鉄 - 鉄道連隊の演習線を利用して戦後つくられた鉄道
- 道路
  - 国道14号

### 地名
- 習志野（ならしの） - 船橋市・習志野市・八千代市に跨がる広域地名。明治天皇天覧演習の際に天皇自身によって命名された地名
- 轟町（とどろきちょう） - 千葉市にある地名。行進する兵士の軍靴にちなんで名づけられた地名
- 遠近（とうちか） - 四街道市にある地名。トーチカから名づけられた地名
- 都疎浜（とそはま） - 船橋市にある地名。船橋塩田跡に東京からの被災者が移住しはじめ、名付けられた地名

## アメリカ軍

### 日米合同演習場
- チャーリー（野崎岬南東方向3712m2の演習場）
- キロ（勝浦湾東方1685m2の演習場）

### 関連事件
- 1944年10月24日 市川空襲：市川市
- 1944年12月3日 印旛事件：東庄町
- 1945年2月29日 米本空襲：八千代市
- 1945年3月9日・7月20日 銚子空襲：銚子市
- 1945年5月19日 館山空襲：館山市
- 1945年5月25日 茂原事件
- 1945年6月10・7月6-7日 千葉空襲：千葉市
- 1945年6月23日 佐原事件
- 1945年7月18日 白浜艦砲射撃：南房総市
- 1945年8月13日成東駅弾薬誘爆事故：山武市
- 1945年9月1日 館山事件1945年9月1日
- 1945年? 二宮町空襲：船橋市
- 1945年?松戸空襲：松戸市
- 1945年?柏空襲：柏市
- 1945年?流山空襲：流山市

### 関連組織
工事関係組織
- 大林組（船橋市を拠点に日立航空機大網地下工場等を建設）
- 白井組・石田組（陸軍松戸飛行場等を建設）
- 錢高組（日本建鉄船橋製作所を建設）
- 戸田組（陸軍東金飛行場を建設）
- 飛島組・株木組・島藤組（第二海軍航空廠佐貫地下工場を建設）